# Dmitri Yapárov
Dmitri Semiónovich Yapárov –en ruso, Дмитрий Семёнович Япаров– (Mozhgá, URSS, 1 de enero de 1986) es un deportista ruso que compitió en esquí de fondo. Participó en los Juegos Olímpicos de Sochi 2014, obteniendo una medalla de plata en la prueba de relevo (junto con Alexandr Bessmertnyj, Alexandr Legkov y Maxim Vylegzhanin).

## Palmarés internacional
| Juegos Olímpicos | Juegos Olímpicos | Juegos Olímpicos | Juegos Olímpicos |
| Año              | Lugar            | Medalla          | Prueba           |
| ---------------- | ---------------- | ---------------- | ---------------- |
| 2014             | Sochi (Rusia)    | Medalla de plata | Relevo 4 × 10 km |